# Aquilegia grata
Aquilegia grata är en ranunkelväxtart som beskrevs av Albert Zimmeter. Aquilegia grata ingår i släktet aklejor, och familjen ranunkelväxter. Inga underarter finns listade i Catalogue of Life.

## Bildgalleri

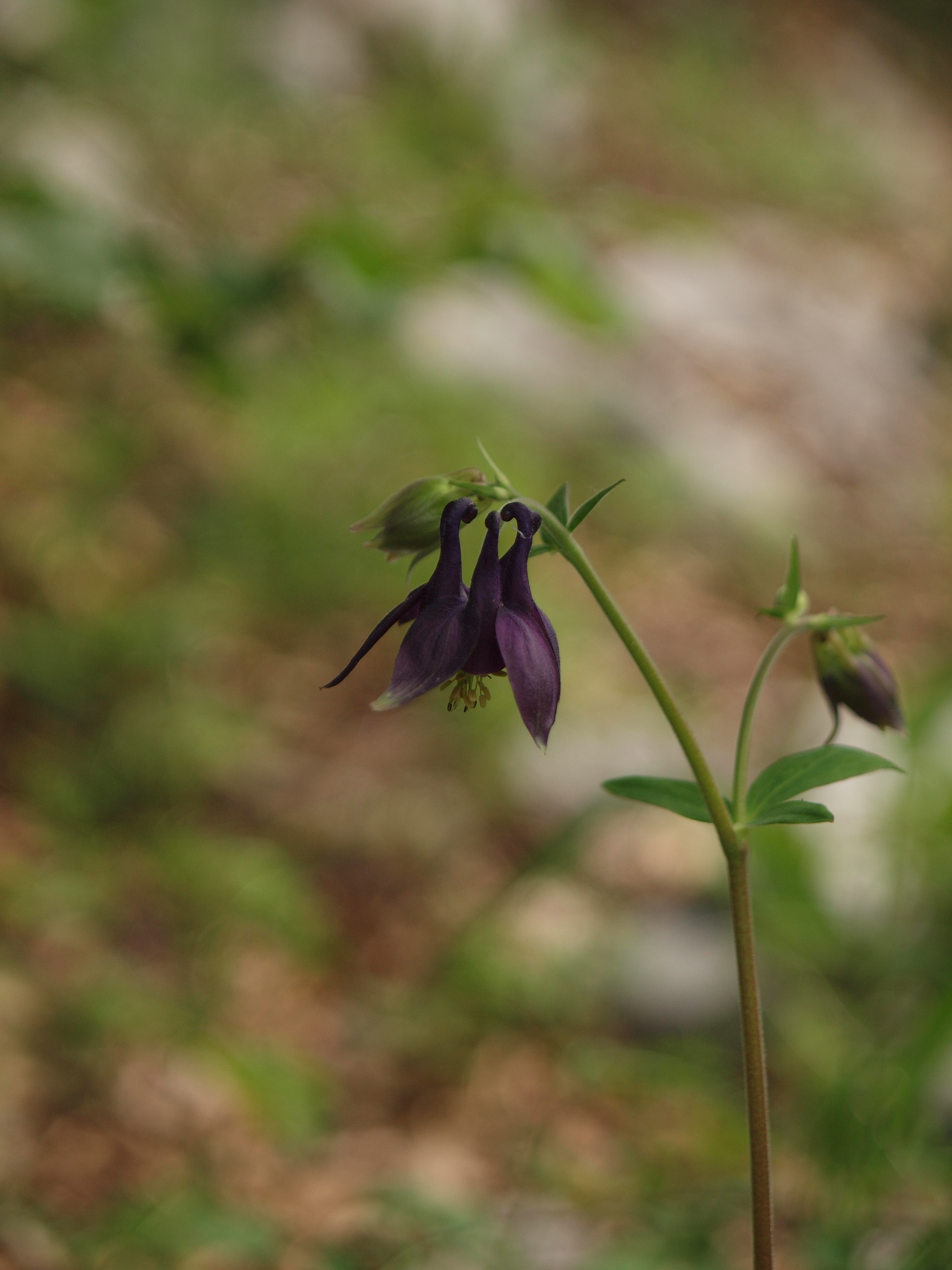
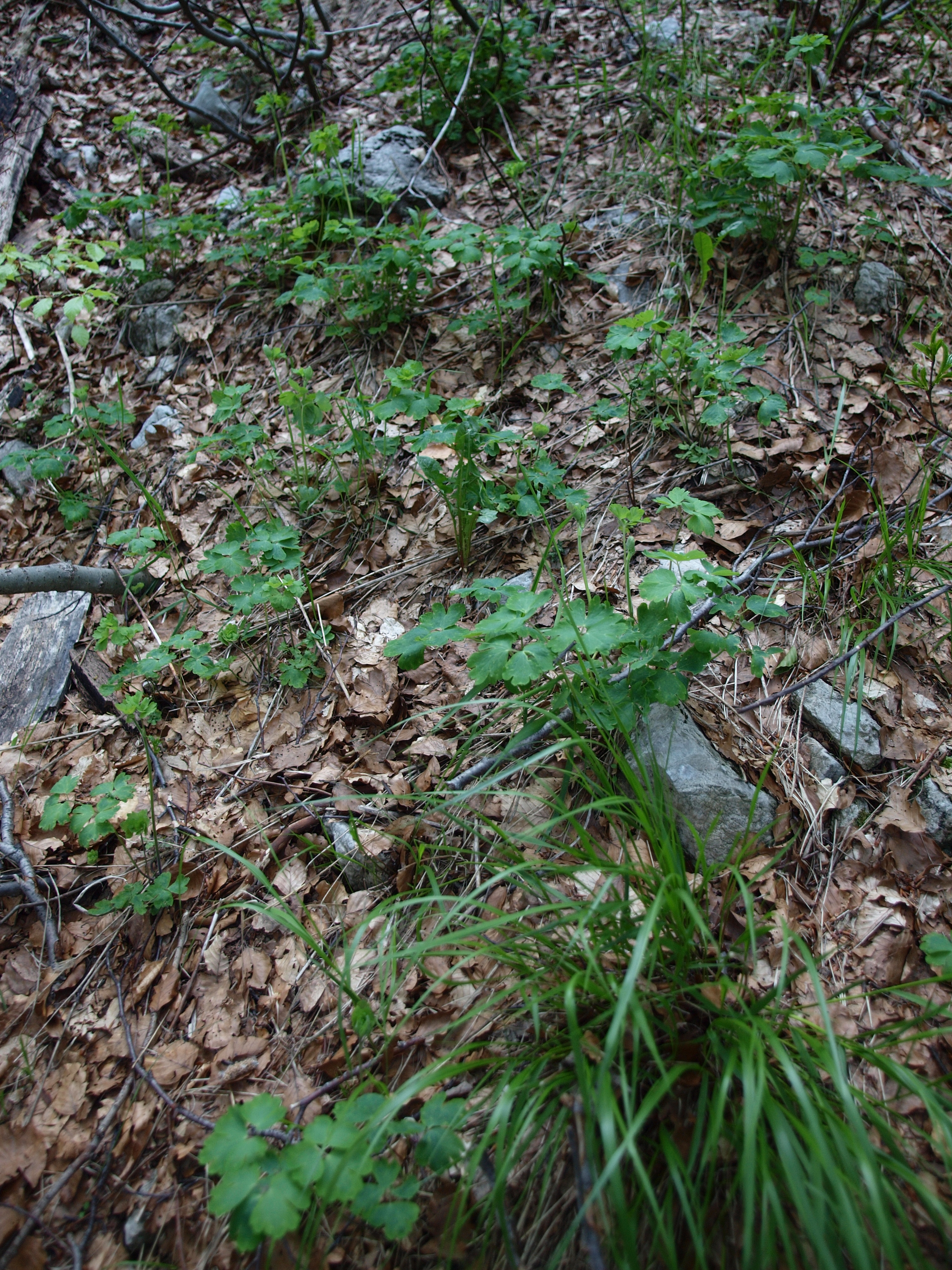
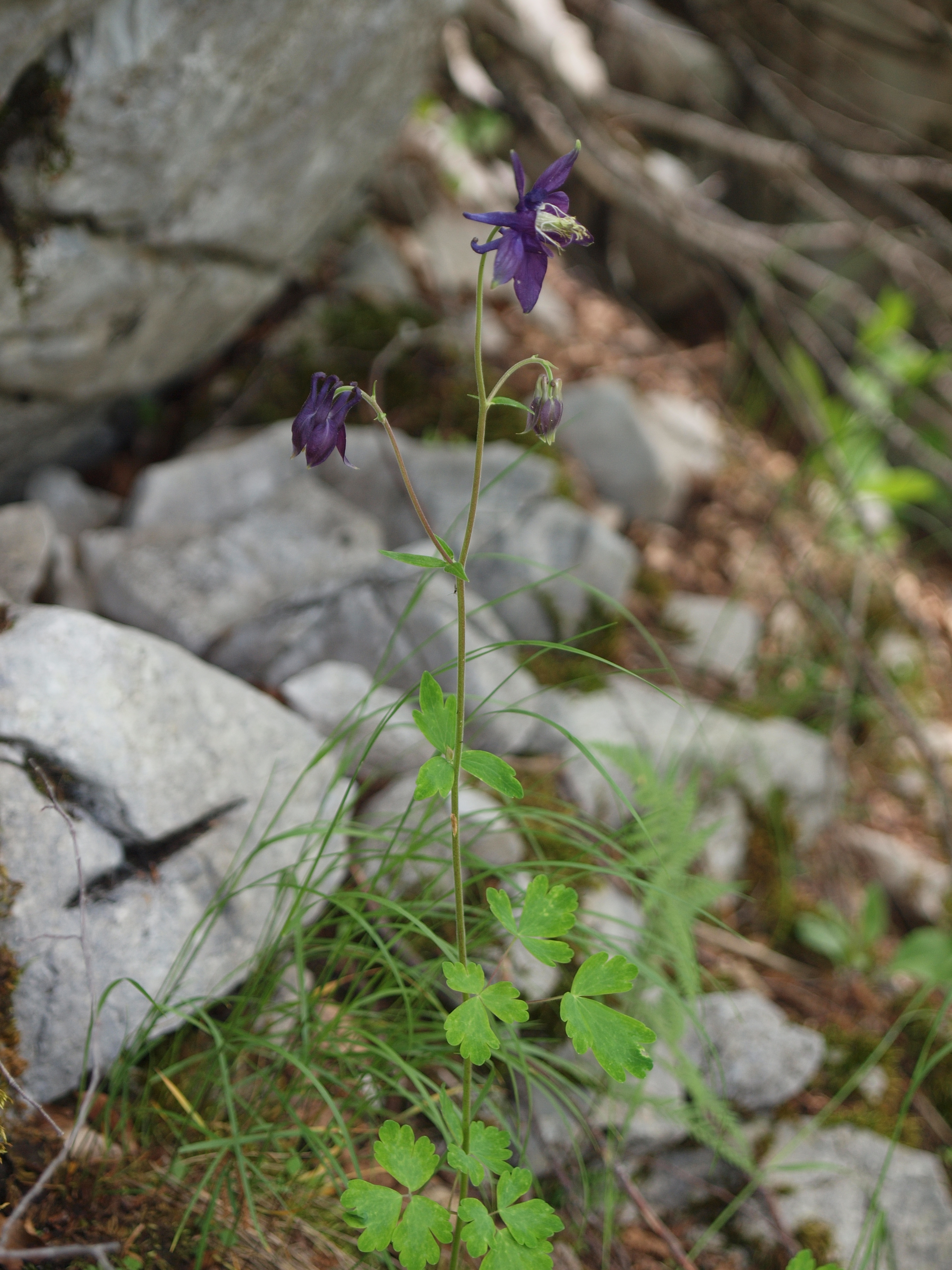
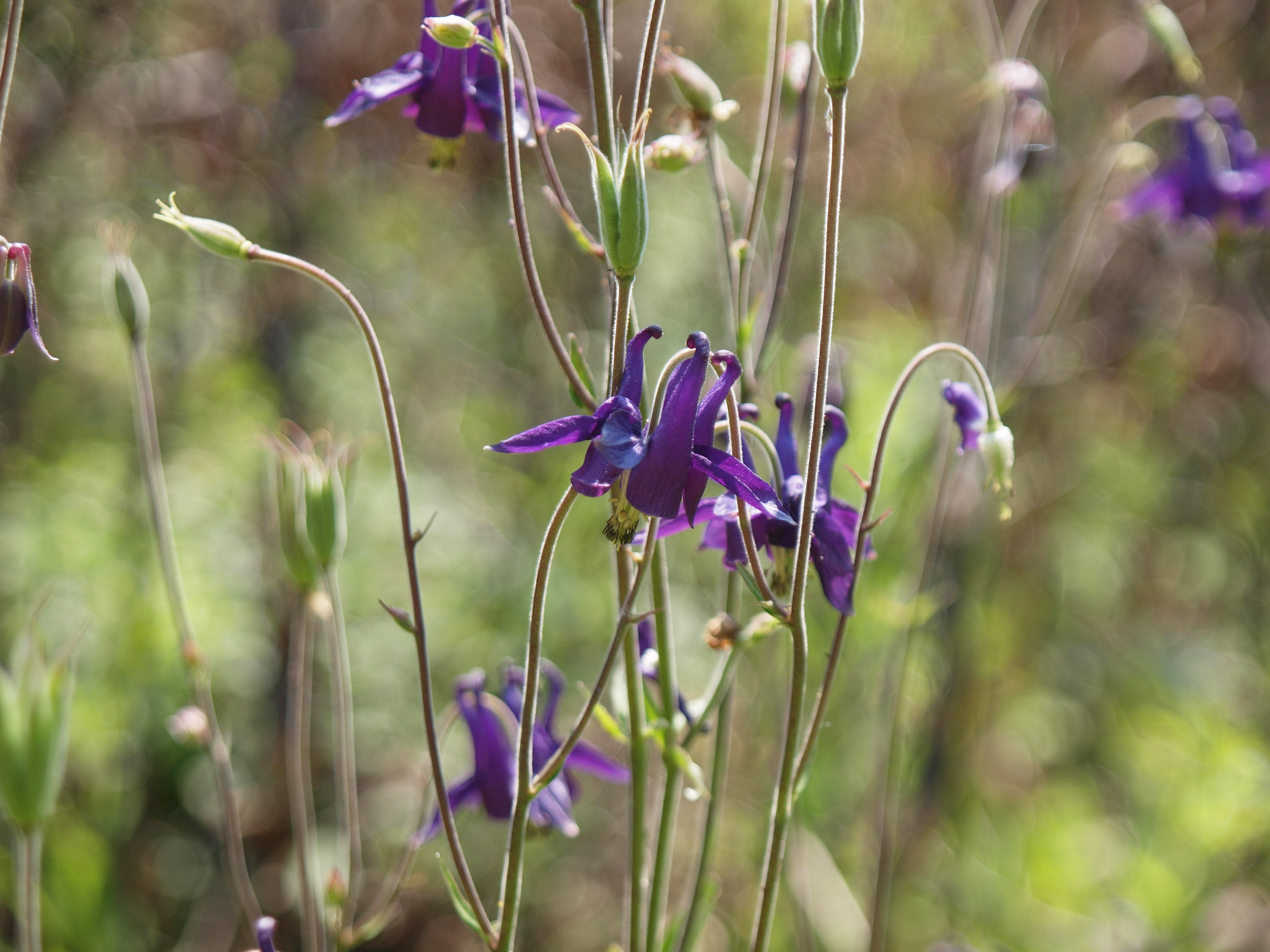
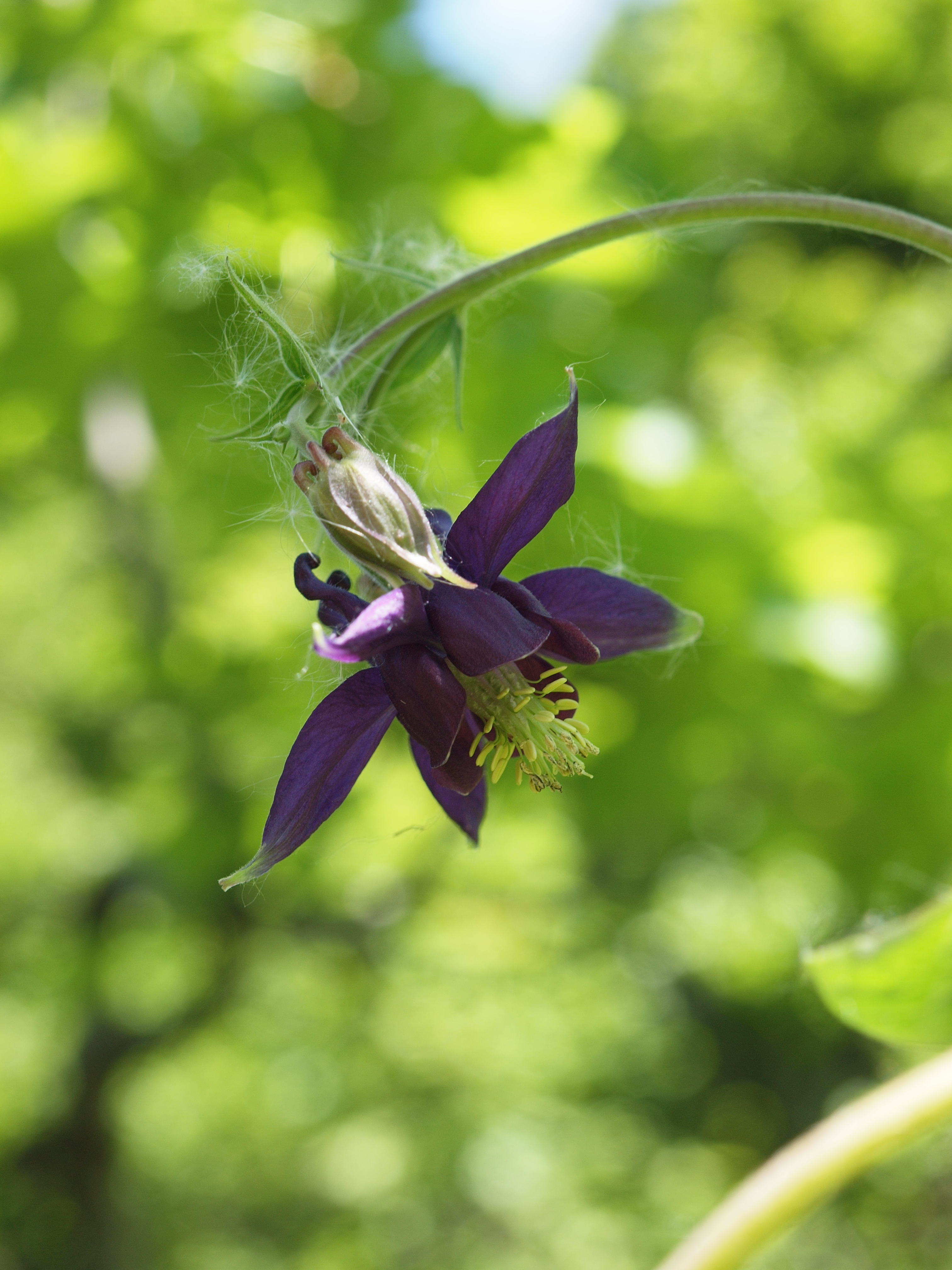
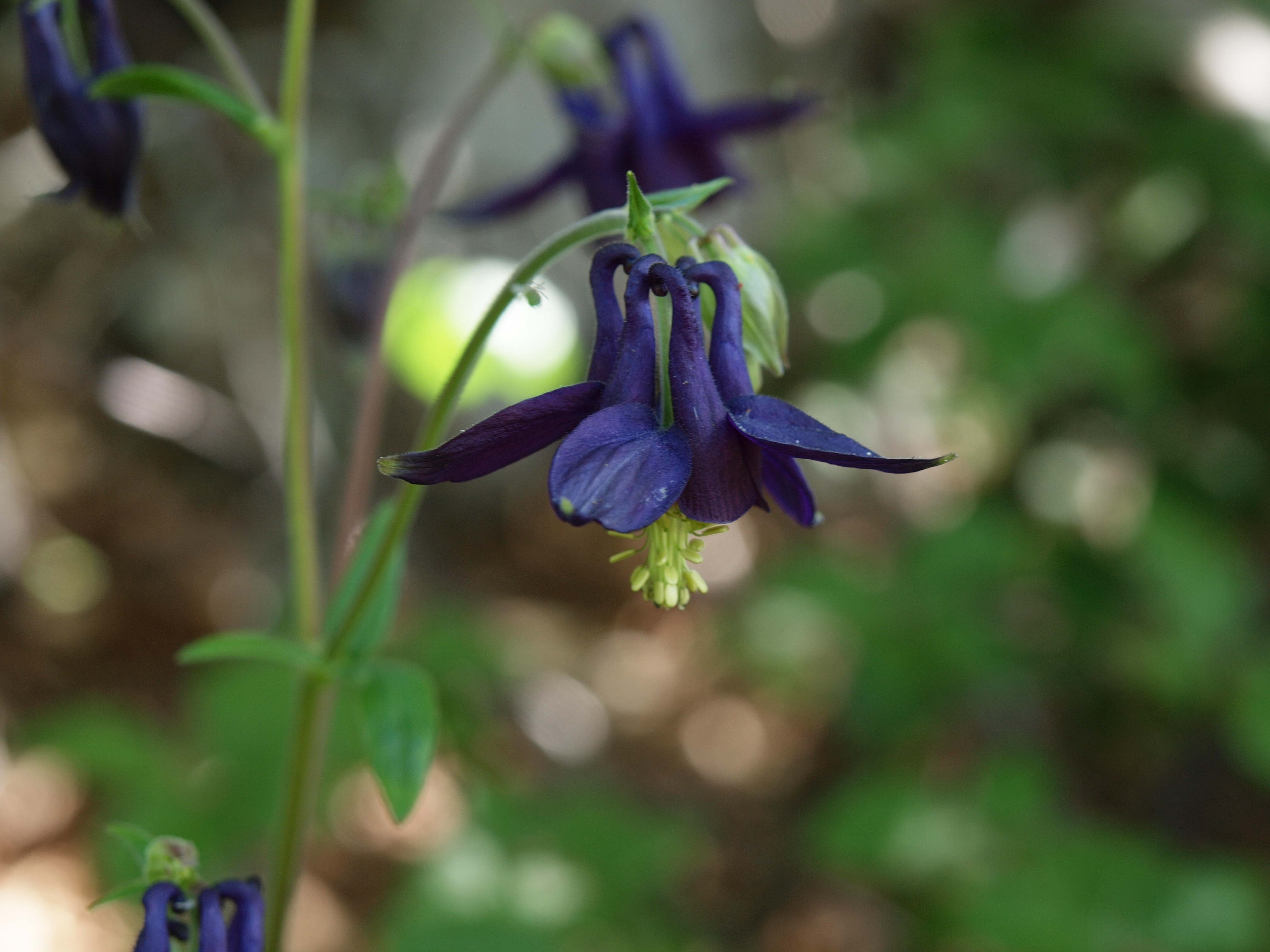